# Largidae
Famille
Les Largidae sont une famille d'insectes hétéroptères (punaises) de la super-famille des Pyrrhocoroidea.

## Description
Espèces relativement petites à très grandes (jusqu'à 55 mm), souvent brillamment colorées, au corps ovoïde plus ou moins allongé, ou allongé-rectangulaire, à l'exception d'espèces myrmécomorphes. Les antennes sont insérées en-dessous du milieu des yeux, les ocelles sont absentes. Les marges latérales du pronotum sont peu explanées et au bord émoussés (plus explanées et tranchantes chez les Pyrrhocoridae). Les membranes ont des cellules basales et au moins 7 veines qui en rayonnent. L'ouverture de la glande métathoracique odorante est réduite. La femelle a un long ovipositeur placé dans une fente du dernier sternite abdominal,.

## Répartition et habitat
Les Largidae sont présents dans toutes les grandes zones biogéographiques, avec la plus grande diversité dans les régions tropicales et subtropicales.

## Biologie
Dans la mesure de ce qu'on en connaît, les Largidae semblent se nourrir de graines et de sucs végétaux, Une partie d'entre eux se nourrissent de graines au sol, les autres se rencontrent dans les buissons et les arbres.
Chez Largus californicus, les œufs sont pondus au sol, d'un nombre moyen de 130 par ponte. Il y a deux générations par année. Les juvéniles et adultes changent de couleur de manière spectaculaire, rouge au premier stade, noir aux stades II à V, et l'adulte est noir à bordures orange. Les juvéniles se réunissent par groupe pouvant dépasser 100 individus. L'espèce se nourrit de plantes, mais complète son régime par des excréments et des charognes. 
Une espèce (Thaumastaneis montandoni) est myrmécomorphe, ressemblant à des fourmis. D'autres (genres Arhaphe, Pararhaphe) semblent imiter des Mutillidae (Hyménoptères). Par ailleurs, l'aposématisme est fréquent dans cette famille. 
Certaines espèces ont un mécanisme de stridulation, entre le rebord de l'hémélytre et un plectre sur le fémur postérieur.
Les Largidae possèdent dans l'intestin un microbiote avec des souches d'une bactérie particulière associée à des plantes (Bukholderia, Betaproteobacteria), acquise dans l'environnement par chaque génération, et non par transmission verticale.

## Systématique
Le rang de famille a été attribué en 1843 par Amyot et Serville, mais depuis 1916, les Largidae également ont été considérés comme une sous-famille des Pyrrhocoridae (Van Duzee) ou des Alydidae (Bliven), avant d'être à nouveau considérés comme une famille à part entière, statut accepté par la plupart des auteurs modernes. Elle est considérée comme monophylétique, mais une analyse cladistique reste encore à faire. Elle constitue, au sein de la super-famille des Pyrrhocoroidea, le groupe-frère des Pyrrhocoridae, dont elle se serait séparée il y a environ 125 millions d'années (Crétacé).
Deux sous-familles sont distinguées, les Larginae (Hémisphère ouest) et les Physopeltinae (Hémisphère Est), sur la base des rainures séparant les segments abdominaux, droits chez les premiers, et fortement sinués chez les seconds. Une troisième, les Arhaphinae, est fréquemment considérée comme une tribu au sein des Larginae,. 

Elle compterait à ce jour 24 genres, et environ 222 espèces. 

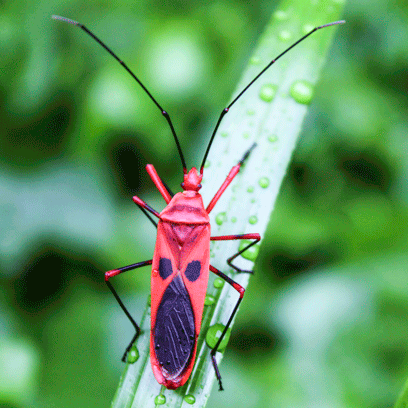
Macrocheraia grandis (Physopeltinae, Lohitini).
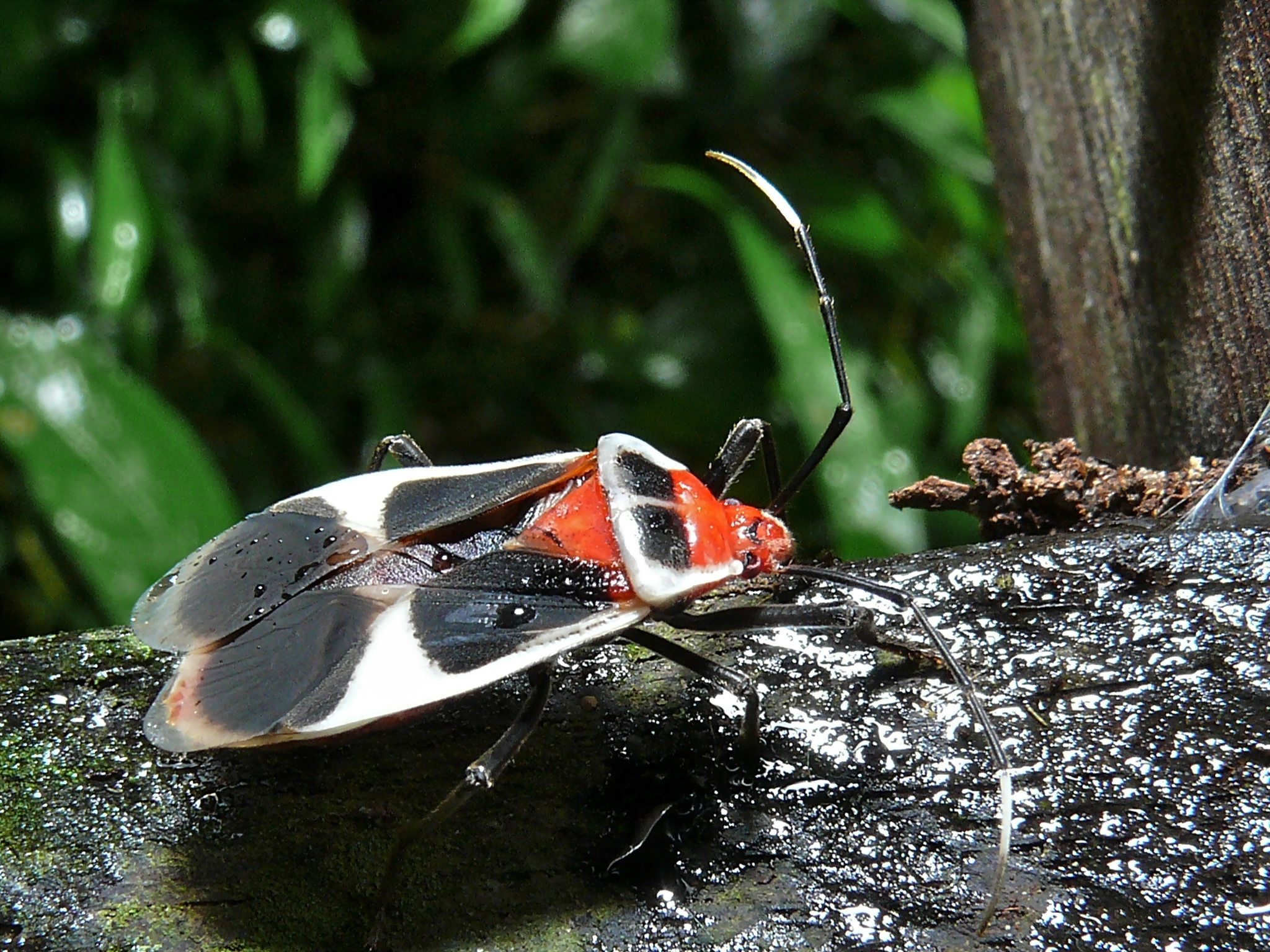
Physopelta robusta, Physopeltinae, Physopeltini
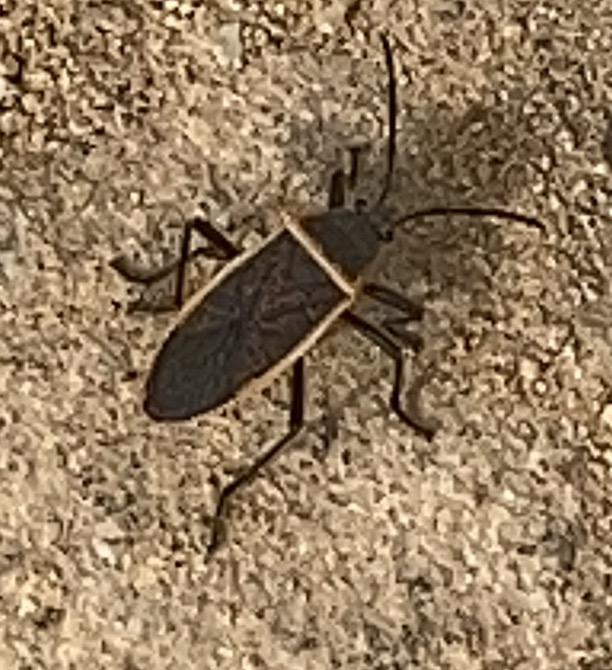
Largus californicus, Largini
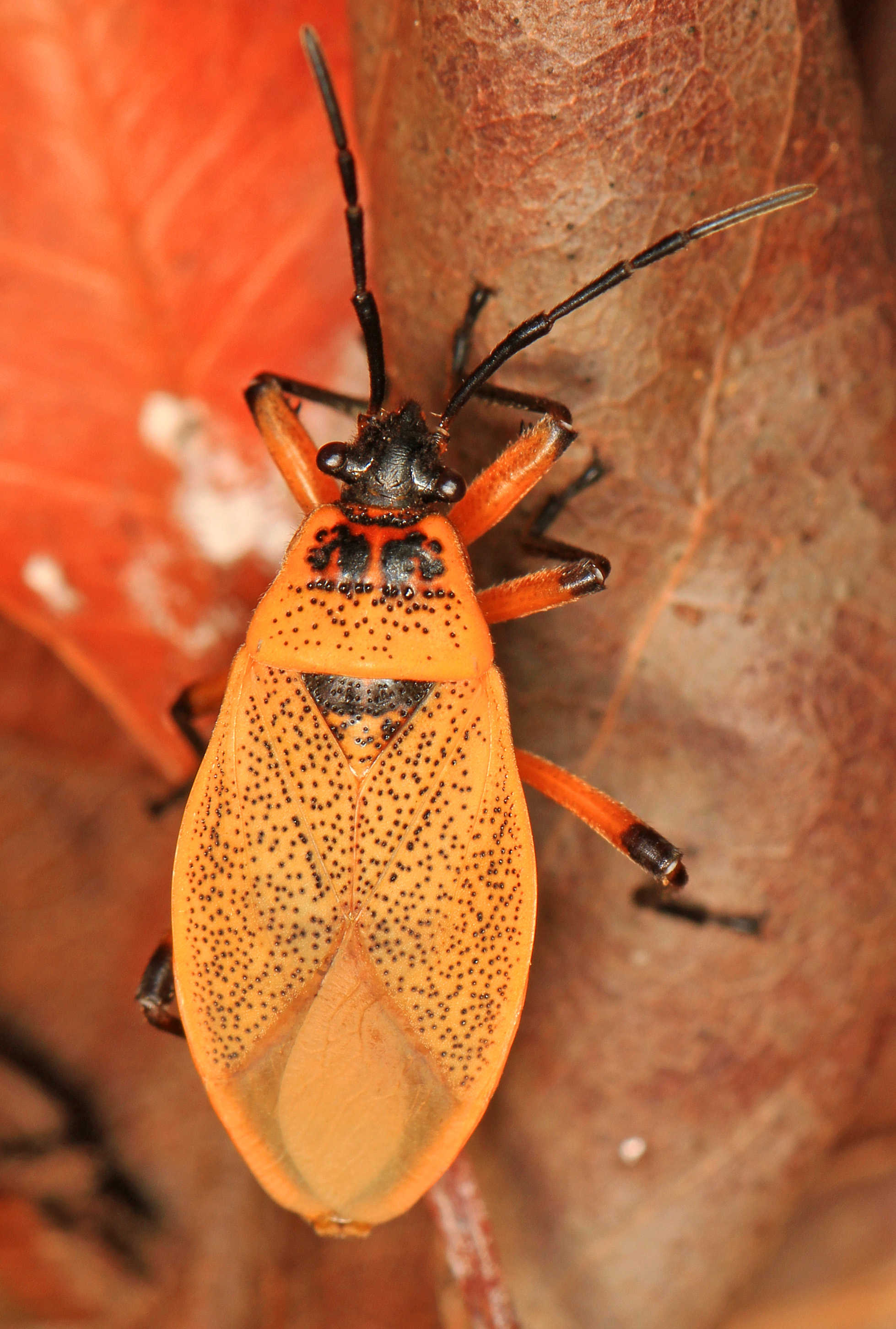
Largus davisi, Larginae, Largini
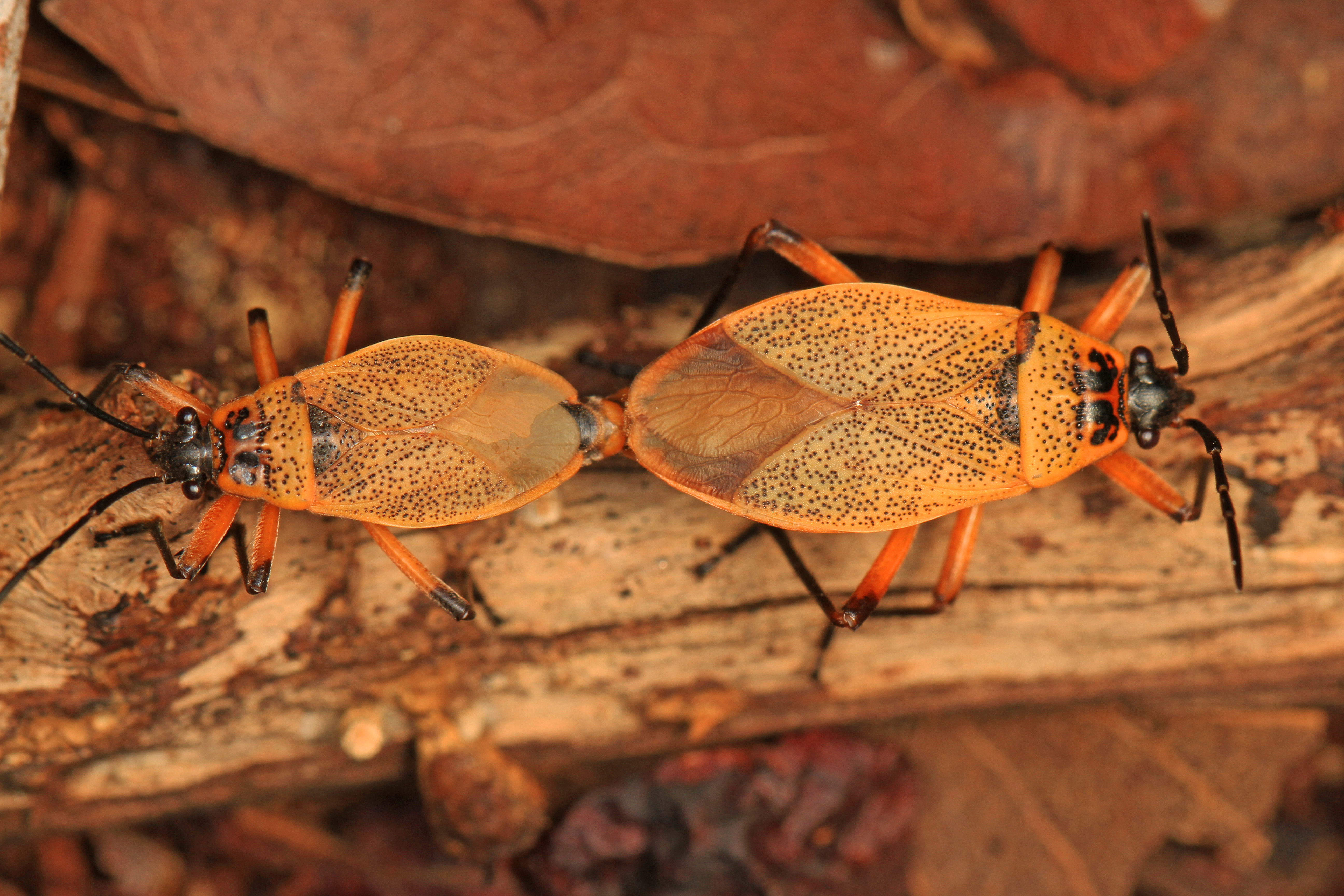
Largus davisi, accouplement

### Liste des sous-familles tribus et genres
Selon BioLib (12 juillet 2022), corrigé et complété à partir de Schuh et Weirauch, 2020 et Stehlík et Brailovsky, 2011 :
- sous-famille Larginae Amyot & Audinet-Serville, 1843
  - tribu Arhaphini Bliven, 1973 (syn des Arhaphinae de Bliven)
    - genre Arhaphe Herrich-Schaeffer, 1850
    - genre Jarhaphetus Bliven, 1956
    - genre Pararhaphe Henry in Henry & Froeschner, 1988

  - tribu Largini Amyot & Audinet-Serville, 1843
    - genre Largus Hahn, 1831, (syn: Euryophthalmus Laporte)
    - genre Rosaphe Kirkaldy & Edwards, 1902
    - genre Stenomacra Stål, 1870
    - genre Thaumastaneis Kirkaldy & Edwards, 1902
    - genre Theraneis Spinola, 1837
    - genre Vasarhelyecoris Brailovsky & Barrera, 1984

  - tribu Largulini Stehlík & Jindra
    - genre Armilargulus Stehlík & Jindra, 2007
    - genre Largulus Hussey, 1927
    - genre Neolargulus Stehlík & Brailovsky, 2011
    - genre Paralargulus Stehlík & Brailovsky, 2011
- sous-famille Physopeltinae Hussey, 1929
  - tribu Kmentiini Stehlík, 2013
    - genre Kmentia Stehlík, 2013

  - tribu Lohitini Ahmad & Abbas, 1987
    - genre Macrocheraia Guérin-Ménéville, 1834 (syn: Lohita Amyot & Audinet-Serville, 1843)

  - tribu Physopeltini Hussey, 1929
    - genre Delacampius Distant, 1903
    - genre Iphita Stål, 1873
    - genre Jindraia Stehlík, 2006
    - genre Physopelta Amyot & Serville, 1843
    - genre Riegeriana Stehlík & Kment, 2014
    - genre Taeuberella Schmidt, 1932

  - genre Wachsiella Schmidt, 1931
- genre Acinocoris Hahn, 1834